# 엘 훌리

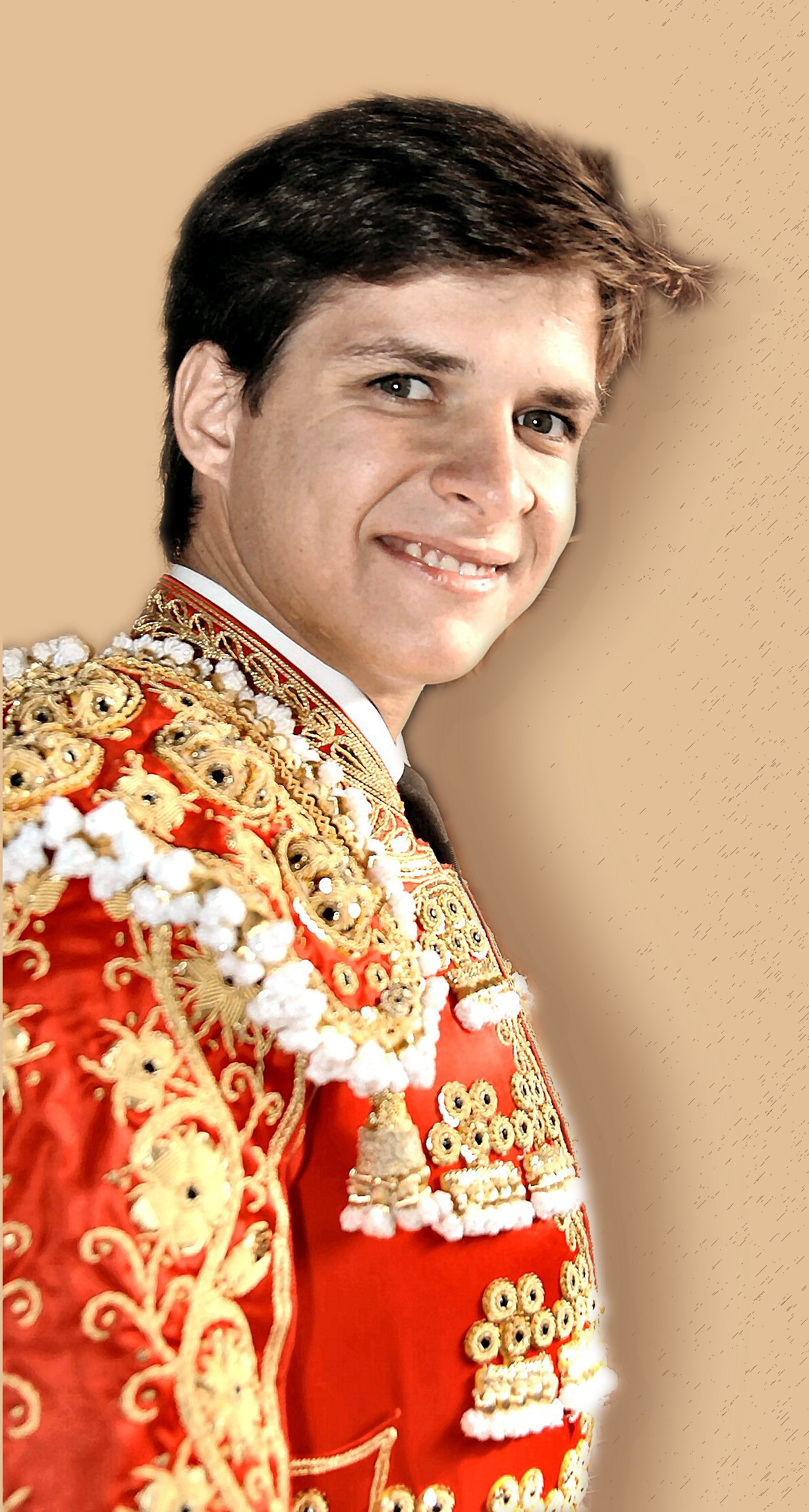
훌리안 로페스 에스코바르

훌리안 로페스 에스코바르(Julián López Escobar, 1982년 10월 3일 ~ )는 엘 훌리(El Juli)라는 이름으로 잘 알려진 스페인의 투우사이다.